# Owen McCoy
Owen McCoy MAfr (* 27. September 1907 in West Derby, Liverpool, Vereinigtes Königreich Großbritannien und Irland; † 28. Juni 1988) war ein britischer Ordensgeistlicher und römisch-katholischer Bischof von Oyo.

## Leben
Owen McCoy trat der Ordensgemeinschaft der Weißen Väter bei und empfing am 29. Juni 1933 das Sakrament der Priesterweihe. Papst Pius XII. bestellte ihn am 1. April 1949 zum ersten Apostolischen Präfekten von Oyo.
Am 18. Januar 1963 wurde Owen McCoy infolge der Erhebung der Apostolischen Präfektur Oyo zum Bistum erster Bischof von Oyo. Der Apostolische Delegat für Zentral- und Westafrika, Erzbischof Sergio Pignedoli, spendete ihm am 28. April desselben Jahres die Bischofsweihe; Mitkonsekratoren waren der Bischof von Wa, Peter Poreku Dery, und der Weihbischof in Lagos, John Kwao Amuzu Aggey.
McCoy nahm an der zweiten, dritten und vierten Sitzungsperiode des Zweiten Vatikanischen Konzils teil. Am 13. April 1973 nahm Papst Paul VI. das von Owen McCoy vorgebrachte Rücktrittsgesuch an.